# Olimpíada Brasileira de Linguística

Logo Oficial da Olimpíada Brasileira de Linguística.

A Olimpíada Brasileira de Linguística (OBL) é uma das Olimpíadas de Conhecimento no Brasil. Entre outros, a Olimpíada tem por objetivos promover o interesse pela linguística e por outras ciências; fomentar o espírito olímpico; difundir a consciência da diversidade linguística e selecionar estudantes brasileiros para participar da Olimpíada Internacional de Linguística. Os problemas são autossuficientes: não exigem do participante nenhum conhecimento prévio específico para resolvê-los, o estudante precisa contar apenas com seu raciocínio lógico, sua intuição linguística e seu conhecimento de mundo. Em vez de receber um número, cada edição recebe um nome, que reflete a nova ênfase da edição. A primeira ocorreu em 2011 e recebeu o nome Kytã, que em tupi significa "nó".
Ao lado da Olimpíada Brasileira de Economia, da Sapientia - Olimpíada do Futuro e da Vitalis - Olimpíada Brasileira de Medicina, a Olimpíada Brasileira de Linguística participa da Liga Olimpíca.

## Participação
A participação na OBL é individual e gratuita. Isso significa que cada estudante pode se inscrever por conta própria, sem depender da sua escola. Porém, professores podem, também, se cadastrar e assim acompanhar o desempenho de seus alunos.
A OBL possui duas categorias de participação:
- Categoria Ensino Médio: para estudantes regularmente matriculados no Ensino Médio ou no Ensino Fundamental.
- Categoria Aberta: qualquer pessoa, de qualquer idade, desde que não seja elegível para a Categoria Ensino Médio. Ou seja, desde que não esteja matriculada no Ensino Fundamental ou Ensino Médio, podendo ou não tê-los concluído.

Participantes da Categoria Aberta apenas participam das primeiras duas etapas da OBL. As provas são idênticas a ambas categorias.

## Etapas
A partir da edição Ñanduti (2016) a OBL é estruturada desta forma, com quatro etapas: a cada etapa o número de participantes diminui, enquanto aumentam a dificuldade e o aprofundamento dos problemas. Porém, cada etapa possui sua peculiaridade única. 

### Primeira Fase (online)
Para a primeira fase, todos podem participar, basta se inscrever. A prova contém 24 questões de múltipla escolha, com uma duração de 4 horas. Geralmente, o estudante possui 5 dias disponíveis para escolher quando realizará a prova da primeira fase. A prova é realizada de forma online, podendo ser acessada tanto pelo computador – no site da OBL, quanto pelo celular – no aplicativo da OBL disponível para Android e iOS. Ocorre, geralmente, em Agosto ou Setembro.
A nota da primeira fase serve apenas como eliminatória para participação da segunda fase, não sendo levada em conta na pontuação final.
Devido ao formato online, alguns problemas também contêm vídeos, músicas e imagens diversas.

### Segunda Fase (em papel)
A segunda fase atual corresponde à primeira fase das edições Kytã (2011) até Òkun (2015).
Participam da segunda fase todos participantes que acertaram 16 ou mais questões da primeira fase. A prova contém 6 questões discursivas, com uma duração de 4 horas. A prova é realizada presencialmente, em diversos pólos regionais designados pela OBL. Ocorre, geralmente, em Outubro ou Novembro.
Ao final da segunda fase é realizada a premiação de todos participantes, com as categorias Aberta e Ensino Médio avaliadas separadamente, levando em conta apenas a nota da segunda fase. Ao contrário da maioria das olimpíadas de conhecimento, a OBL não premia com medalhas de ouro, prata ou bronze, mas sim com insígnias, representando os materiais utilizados tradicionalmente para os textos escritos:
1. Insígnia de Papel (Prêmio I);
2. Insígnia de Pergaminho (Prêmio II);
3. Insígnia de Papiro (Prêmio III);
4. Insígnia de Palma (Prêmio IV).

A proporção aproximada entre os ganhadores dos prêmios acima é, respectivamente, 1:2:3:4. Ou seja, aproximadamente há o triplo de ganhadores da Insígnia de Papiro do que ganhadores da Insígnia de Papel. Os prêmios são dados em certificado digital, sendo assim, simbólicos. Contudo, a OBL incentiva as escolas a realizar cerimônias de premiação e entregar prêmios físicos correspondentes, se desejarem.

### Escola de Linguística de Outono (híbrido)
Após a premiação realizada na segunda fase, são convidados à Escola de Linguística de Outono cerca de 60 estudantes da categoria Ensino Médio com as melhores notas na segunda fase. Também são convidados aqueles com a maior nota em cada estado, caso não estejam entre os estudantes selecionados pelo critério anterior. Adicionalmente, são convidadas as próximas meninas em ordem de nota até se atingir paridade de gênero. 
A Escola de Linguística de Outono (ELO) é um processo imersivo híbrido que dura cerca de três meses. Até 2019 ela durava uma semana presencial, reunindo estudantes de todo o Brasil;  com a pandemia, contudo, ela passou a durar boa parte do outono, culminando a partir de 2021 em uma semana presencial. A ELO se organiza em torno de quatro atividades olímpicas, cada uma demonstrando uma expressão diferente de pedagogia de problemas:
- Obelepédia (individual, online): A produção, em duas semanas, de um artigo para a Wikipédia lusófona sobre uma língua do mundo -- organizada em parceria com o Wiki Movimento Brasil;
- Rolezinho (em grupo, online): um mini percurso de pesquisa, em duas semanas, sobre algum aspecto do português brasileiro, incluindo delimitação de problema, coleta e análise de dados e uma apresentação oral para uma banca de linguistas;
- Prova (individual, presencial): uma prova individual com os clássicos problemas autossuficientes de linguística;
- Assembleia (em grupo, presencial): debate e construção de consenso em torno de temas envolvendo linguagem, conhecimento e política -- inspirado nas sociedades de debate e nas simulações de organismos internacionais.

Além disso, acontecem encontros virtuais semanais com aulas de introdução à linguística, além de outras oficinas, treinamentos e atividades de integração. A nota final do participante é dada pela combinação das notas das quatro atividades olímpicas, e a partir dela são selecionados os estudantes que compõem a delegação brasileira na Olimpíada Internacional de Linguística.

## Edições
Seguindo o estilo da olimpíada internacional, as questões versam sobre vocabulário e aspectos linguísticos pouco conhecidos pela maioria dos participantes. Entre outras informações, os temas e fenômenos linguísticos abordados incluem:
Edição Kytã:
- Primeira fase: Guilagem Camaco, adjetivos desconhecidos (cujo sentido poderia ser compreendido pelo contexto), declinação em latim, alfabeto cirílico, numerais inuktitut e flexão de gênero nos verbos do polonês.
- Segunda fase: Linear B, representações semânticas nos traços fonéticos, sistema de numeração do birom, possessivo no dialeto de Bikin da língua udihe, tradução de trechos de línguas similares ao português, incluindo o crioulo de Cabo Verde, o galego, o catalão, o siciliano, o esperanto, o latim e o romeno.

Edição Noke Vana:
- Primeira fase: marcas de gênero em esperanto, carioquês escrito no AFI, Escrita Tengwar, telicidade verbal, harmonia vocálica em turco e árvores genealógicas.
- Segunda fase: escrita árabe, língua quíchua, correspondências entre o alemão, o sueco e o dinamarquês, sintaxe do tajique, numerais bugawac, léxico toki pona.

Edição Paraplü:
- Primeira fase: sistema ColorADD, tipos de antônimos, alfabeto fonético internacional, papiamento, correspondências entre o Tupí Antigo e o Guaraní Mbyá, nomes próprios islandeses.
- Segunda fase: o sistema de leitura táctil de William Moon, língua láadan, língua tonganesa, morfologia do partitivo do plural em finlandês, numerais da língua manesa, traduções dos títulos das obras de Jorge Amado para o turco e o italiano.

Edição Vina:
- Primeira fase: dialeto Hunsrückisch, sistema LoCoS, gramaticalização do verbo parecer, futoshiki envolvendo o ponto de articulação de consoantes, metátese na língua georgiana, língua mirandesa.
- Segunda fase: língua buginesa e escrita lontara, numerais do javanês, língua polonesa.

Edição Òkun:
- Primeira fase: escrita amárica, língua iorubá, correspondências entre o Tapirapé e o Parintintín, sistema de representação de números usado pela civilização maia, língua brasileira de sinais, língua turca.
- Segunda fase: nomes compostos em finlandês, numerais iorubá, correspondências entre o antigo eslavo eclesiástico, o búlgaro e o russo, escrita brami.

Edição Ñanduti:
A edição 2016, Ñanduti, ocorreu entre os dias 10 e 13 de novembro de 2016 (primeira fase) e no dia 3 de dezembro de 2016 (segunda fase). Os alunos premiados com medalhas de papel e pergaminho participaram em maio de 2017 da Escola Linguística de Outono, sediada na Universidade de Brasília, onde foi selecionada a equipe que representará o Brasil na 15ª Olimpíada Internacional de Linguística, de 31 de julho a 4 de agosto de 2017 em Dublin, Irlanda.
- Segunda fase: símbolos Adinkra, horas em udmurte, língua de sinais britânica, tétum, africâner, mundurucu.

Edição Mărgele:
- Segunda fase: padrões de pronúncia da língua inglesa, cuneiforme persa, uso dos números em romeno, conjugação em laz, maxacali, crioulo cabo-verdiano.

Edição Yora:
A edição de 2018, Yora, teve duas fases, a primeira ocorrendo entre os dias 12 e 16 de setembro de 2018 e a segunda no dia 24 de novembro de 2018. Na primeira fase houve cerca de 5500 participantes, de 691 escolas diferentes e de categoria aberta. Na segunda fase houve cerca de 1200 participantes que fizeram a prova em 48 polos diferentes. Os estudantes foram premiados com as insígnias de papel e pergaminho foram convidados para participar da VIII Escola de Linguística de Outono (ELO), que ocorreu entre 13 e 19 de maio de 2019, onde foi selecionada a equipe que representou o Brasil na 16ª edição da Olimpíada Internacional de Linguística, que ocorreu entre 29 de julho e 2 de agosto de 2019 na Hankuk University of Foreign Studies, em Yongin, Coreia do Sul.
O Brasil estava participando com duas equipes na Olimpíada Internacional de Linguística:
Time Nhorõwa:
- Antônio Luis Alves Azevedo (Escola Eleva|Rio de Janeiro/RJ)
- Gustavo Palote da Silva Martins (IFPR|Londrina/PR)
- João Henrique Oliveira Fontes (CMRJ|Rio de Janeiro/RJ)
- Sandy Gui (Colégio Etapa|São Paulo/SP)

Time Nhũrkwã:
- Gustavo Baracat Alvares Martins (Colégio Objetivo|São Paulo/SP)
- Julia Ramos Alves (IFES|Vitória/ES)
- Pedro Machado Martins Leão (CAp-UFPE|Recife/PE)
- Vinícius de Oliveira Peixoto Rodrigues (Colégio Farias Brito|Fortaleza/CE)

Os brasileiros conquistaram duas medalhas de prata na trajetória, uma de Gustavo Palote da Silva Martins e outra de João Henrique Oliveira Fontes.
As provas da edição Yora versaram sobre
- Segunda fase: direções cardeais na Ilha de Malta, flexões nominais em romeno, formação de palavras em iorubá, análise de texto em catalão, evidencialidade em tuyuka e o sistema de escrita javanês.
- Escola de Linguística de Outono: palavras em guarani mbya, números em tifal, sentenças em romani dos Cárpatos, ortografia do irlandês e outras atividades de desenvolvimento linguístico.
- Olimpíada Internacional de Linguística: expressões em yonggom, cores de yurok, persa médio na ortografia pálavi dos livros, a reduplicação em tarangan ocidental, os dias da semana e dêiticos temporais em nooni. A questão de equipe versava sobre os símbolos usados pelos juízes na ginástica rítmica.[12]

## Vagas olímpicas
Estudantes medalhistas da olimpíada podem utilizar sua premiação para ingresso no Ensino Superior. Para ingresso em 2024, a USP disponibilizou vagas nos cursos de Ciências Sociais, Fisioterapia, Fonoaudiologia, Medicina e Terapia Ocupacional para medalhistas tanto da OBL quanto da IOL.